# Саксі (волость)
Са́ксі (ест. Saksi vald) — волость в Естонії, одиниця самоврядування в повіті Ляене-Вірумаа з 1 листопада 1993 до 21 жовтня 2005 року.

## Географічні дані
Площа волості — 109,3 км2, чисельність населення 2003 року становила 1196 осіб.

## Населені пункти
Адміністративний центр — село Мое.
На території волості розташовувалися 14 сіл (küla):
Вагакулму (Vahakulmu), Імасту (Imastu), Каркузе (Karkuse), Кіку (Kiku), Локсу (Loksu), Локута (Lokuta), Мое (Moe), Ниммкюла (Nõmmküla), Няо (Näo), Парійзі (Pariisi), Пійлу (Piilu), Сайакоплі (Saiakopli), Саксі (Saksi), Салда (Salda).

## Історія
1 листопада 1993 року, після проведення місцевих виборів, набуло чинності утворення волості Саксі на відокремленій від волості Кадріна частині території.
16 червня 2005 року Уряд Естонії постановою № 139 затвердив утворення нової адміністративної одиниці — волості Тапа — шляхом об'єднання територій волості Легтсе повіту Ярвамаа та двох самоврядувань зі складу повіту Ляене-Вірумаа: міста Тапа та волості Саксі (виключаючи села Кіку, Парійзі й Салда, які відійшли до складу волості Кадріна). Зміни в адміністративно-територіальному устрої, відповідно до постанови, набрали чинності 21 жовтня 2005 року після оголошення результатів виборів до волосної ради нового самоврядування. Волость Саксі вилучена з «Переліку адміністративних одиниць на території Естонії».